# Компьютерная анимация

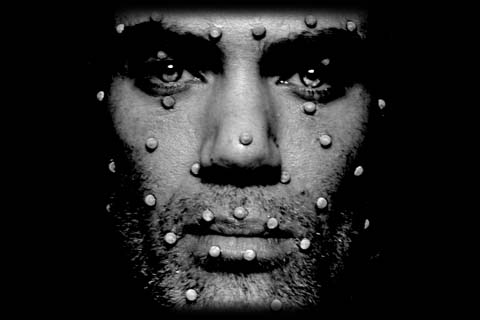
Технология Motion capture. Запись данных о движении мимических мышц актёра для последующего моделирования движения мимических мышц персонажа мультфильма.

Компью́терная анима́ция — вид анимации, создаваемый при помощи компьютера, в частности, трёхмерной компьютерной графики («CGI-графики»), но не ограничиваясь ею. Хотя компьютеры стали широко применяться в мультипликации ещё с 1980-х годов, термин «компьютерная анимация» в настоящее время обозначает именно трёхмерную CGI-анимацию, в то время как для двухмерной рисованной анимации с использованием компьютера применяются другие термины, например, «Flash-анимация» и «GIF-анимация».

## История
История компьютерной анимации тесно связана с появлением и развитием специализированных графических программных пакетов.
Первым шагом в технологии визуальных эффектов была придумана в 1961 году Айвеном Сазерлендом система Sketchpad, которая начала эру компьютерной графики. В этой системе с помощью светового пера пользователи могли создавать рисунки непосредственно на экране монитора. В 1967 году Сазерленд вместе с Дэвидом Эвансом начали работу по созданию учебного курса компьютерной графики. В университете штата Юта (США), где были основаны такие исследования, в это время работали: Джим Кларк — основатель компании Silicon Graphics Inc., Эдвин Катмулл — один из пионеров в области создания фильмов с помощью компьютера, Джон Уорнок — основатель компании Adobe Systems и разработчик таких известных продуктов, как Photoshop и PostScript. Сначала объемное изображение объектов формировали на основе набора геометрических фигур (чаще треугольников). При этом геометрические фигуры имели однотонную заливку, а объекты переднего плана закрывали те, которые размещены на заднем плане.
В 1968 году в СССР советскими учеными Н. Н. Константиновым, В. В. Минахиным и В. Ю. Пономаренко был снят компьютерный мультфильм «Кошечка», демонстрирующий походку кошки. Движения были полностью созданы компьютером по введённым в него дифференциальным уравнениям. Сами кадры анимации были напечатаны на текстовом принтере, где роль пикселя исполняла русская буква «Ш».
В 1971 году Генри Гуро предложил закрашивать треугольники путём линейной интерполяции цветов их вершин. Это позволило получить более плавное изменение интенсивностей вдоль поверхности объектов. В 1974 году Эдвин Катмулл предложил концепцию Z-буфера, что ускорило процесс удаления скрытых граней. Другим изобретением Кэтмулла является наложение текстуры на поверхность трехмерных объектов, обеспечивает реалистичность этих объектов. Ву Тонг Фонг предложил интерполировать оттенки всей поверхности полигона, что обеспечивает лучшее сглаживание, хотя и требует значительно больших вычислений.
Джеймс Блинн в 1976 году скомбинировал раскрашивания по Фонгу и наложения текстуры на поверхность объектов. В 1980 году Тернер Уиттед предложил новую технику визуализации (трассировки), которая заключается в отслеживании путей прохождения световых лучей от источника света до объектива камеры с учётом их отражения от объектов сцены. В 1986 году фирма AT&T выпустила первый пакет для работы с анимацией на персональных компьютерах (TOPAS), который стоил 10000 долларов и работал на компьютерах с процессором Intel 80286 и операционной системой DOS. В 1990 году фирма AutoDesk начала продажу продукта 3D Studio. В 1997 году компания Macromedia приобрела у компании FutureWave Software небольшую графическую программу для Web, с которой была начата в своё время широко известна программа компьютерной анимации Macromedia Flash. В 1998 году начался выпуск программы Maya, стоившей от 15 000 до 30 000 долларов.

## Компьютерная анимация в современном мире
Компьютерная анимация широко используется в индустрии кино, а также в мультипликационных студиях.

Одним из первых фильмов, в создании которого была задействована компьютерная анимация, был многосерийный фильм «Звездные Войны».

## Запись движения
Данные анимации записываются специальным оборудованием с реально двигающихся объектов и переносятся на их имитацию в компьютере. Распространённый пример такой техники — Motion capture (захват движений). Актёры в специальных костюмах с датчиками совершают движения, которые записываются камерами и анализируются специальным программным обеспечением. Итоговые данные о перемещении суставов и конечностей актёров применяют к трёхмерным скелетам виртуальных персонажей, чем добиваются высокого уровня достоверности их движения.
Такой же метод используют для переноса мимики живого актёра на его трёхмерный аналог в компьютере.

## Процедурная анимация
Процедурная анимация полностью или частично рассчитывается компьютером. Сюда можно включить следующие её виды:
- Симуляция физического взаимодействия твёрдых тел.
- Имитация движения систем частиц, жидкостей и газов.
- Имитация взаимодействия мягких тел (ткани, волос).
- Расчёт движения иерархической структуры связей (скелета персонажа) под внешним воздействием (Ragdoll).
- Имитация автономного (самостоятельного) движения персонажа. Примером такой системы является программа Euphoria.

## Хранение
Компьютерная анимация может храниться в универсальных графических файлах (например, в формате GIF) в виде набора независимых изображений, либо в специализированных файлах соответствующих пакетов анимации (3ds Max, Blender, Maya и т. п.) в виде текстур и отдельных элементов, либо в форматах, предназначенных для просмотра (FLIC) и применения в играх (Bink). Также, анимация может сохраняться в форматах, предназначенных для хранения видео (например, MPEG-4).

## Применение
Компьютерная анимация (последовательный показ слайд-шоу из заранее подготовленных графических файлов, а также компьютерная имитация движения с помощью изменения и перерисовки формы объектов или показа последовательных изображений с фазами движения, подготовленных заранее или порождаемых во время анимации) может применяться в компьютерных играх, мультимедийных приложениях (например, энциклопедиях), а также для «оживления» отдельных элементов оформления, например, веб-страниц и рекламы (анимированные баннеры). На веб-страницах анимация может формироваться средствами стилей (CSS) и скриптов (JavaScript) или модулями, созданными с помощью технологии Flash или её аналогов (флеш-анимация).
С середины 1980-х годов компьютерная анимация используется для создания спецэффектов в кинематографе. Первым фильмом, содержащим ключевые сцены, основанные на изображении, синтезированном компьютером, стал «Терминатор 2: Судный день».
Несомненным преимуществом компьютерной 3D-анимации перед классической рисованной является полное отсутствие искажений пропорций объекта (черт лица и т. п.) при движении, неизбежных при ручной прорисовке.